# Церкниця (община)
Община Церкниця (словен. Občina Cerknica) — одна з общин в південно-західній Словенії. Адміністративним центром є місто Церкниця.

## Населення
У 2010 році в общині проживало 11192 осіб, 5662 чоловіків і 5530 жінок. Чисельність економічно активного населення (за місцем проживання), 4892 осіб. Середня щомісячна чиста заробітна плата одного працівника (EUR), 805,30 (в середньому по Словенії 966.62). Приблизно кожен другий житель у громаді має автомобіль (53 автомобілів на 100 жителів). Середній вік жителів склав 41,4 роки (в середньому по Словенії 41.6).